# Batocera inconspicua
Batocera inconspicua är en skalbaggsart som beskrevs av Max Poll 1890. Batocera inconspicua ingår i släktet Batocera och familjen långhorningar. Inga underarter finns listade.